# Maruina mollesi
Maruina mollesi är en tvåvingeart som beskrevs av Vaillant 1989. Maruina mollesi ingår i släktet Maruina och familjen fjärilsmyggor.
Artens utbredningsområde är New Mexico. Inga underarter finns listade i Catalogue of Life.